# Søndeleds kommun
Søndeleds kommun (norska: Søndeled kommune) var en kommun i Aust-Agder fylke i södra Norge. Kommunen omfattade större delen av den nuvarande kommunen Risørs yta (ett område runt omkring staden Risør). Stadskommuen Risør utgjorde en enklav då den var helt omsluten av kommunen. Byn Søndeled utgjorde kommunens centralort.

## Administrativ historik
Søndeleds kommun upprättades den 1 januari 1838 (som Søndeløv formannskapsdistrikt) när Formannskapslovene från 1837 trädde i kraft. 
Den 1 januari 1867 överfördes ett obebott område från Søndeleds kommun till Dypvågs kommun.
Den 1 januari 1901 överfördes ett bebott område (med 658 invånare) från Søndeleds kommun till Risørs kommun.
Den 1 januari 1964 gick kommunen upp i Risørs kommun. Kommunens hade då 3 134 invånare.